# Język soli
Język soli (także język chisoli) – język z rodziny bantu używany w zambijskiej Prowincji Centralnej, na wschód od Lusaki. W 1986 roku mówiło nim 54400 osób.
Jest najbardziej odrębnym językiem z grupy tonga.